# 雲夢公主
云梦公主（1584年—1587年），名朱轩嫄，明朝公主，明神宗第四女，明光宗的同母妹妹。母亲是王恭妃。
公主生于万历十二年七月庚辰。四岁病故，和仙居公主、静乐公主、邠哀王等异母姐弟妹相依皆葬在金山。
定陵发掘的时候，于孝靖太后（即王恭妃）随葬器物箱内出土了三件童装，可能为云梦公主遗物，纱、罗、颵丝各一件，皆黄色，纱衣保存较好，形制为对襟，直袖，无领，上面为雉纹。
2023年，云梦公主墓在北京香山四王府村出土。